# USS Bismarck Sea (CVE-95)
El USS Bismarck Sea (CVE-95) de la Armada de los Estados Unidos fue un portaaviones de escolta de la clase Casablanca. Fue puesto en gradas en enero de 1944 como Alikula Bay (CVE-95), botado en abril y comisionado en mayo del mismo año. Fue hundido en febrero de 1945 por un ataque kamikaze.

## Construcción
Fue construido por Kaiser Shipbuilding (Vancouver, Washington). Fue puesto en gradas el 31 de enero de 1944 como Alikula Bay (CVE-95), botado el 17 de abril de 1944. Fue renombrado Bismarck Sea (CVE-95) y comisionado el 20 de mayo de 1944.

## Historia de servicio

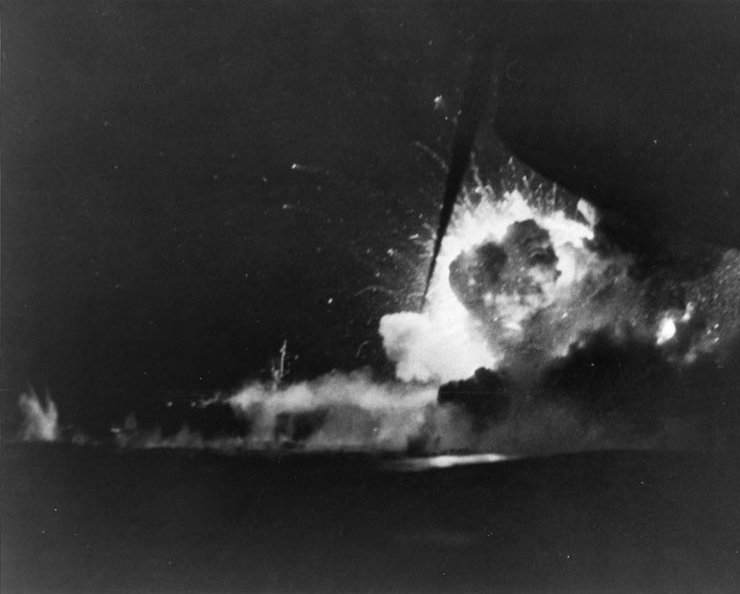
Bismarck Sea explota tras ser alcanzado por un kamikaze, fotografiado desde el USS Saginaw Bay

El Bismarck Sea fue parte del TG 52.2 durante los preparativos para el ataque a Iwo Jima. Durante la noche del 21 al 22 de febrero de 1945 fue objeto de un ataque aéreo kamikaze y se fue a pique en inmediaciones de Iwo Jima. Fueron rescatados 318 miembros de la tripulación. El portaaviones recibió tres estrellas de batalla por su servicio.